# 楊素
楊素（544年—606年8月31日），字處道，弘农郡华阴县（今陕西省华阴市）人，出自弘农杨氏越公房，北周、隋朝軍事家、詩人。

## 生平
杨素的祖父杨暄是北魏辅国将军、谏议大夫。父亲杨敷是北周汾州刺史，陷没于北齐。杨素年少时性情豪迈行为散漫，有大志，不拘小节，当时的人大多不了解他，只有叔祖西魏尚书仆射杨宽对他感到非常奇异，杨宽经常对子孙们说：“处道必将超群绝伦，成为非凡的人才，不是你们所能比得上的。”杨素后来和安定牛弘志同道合，好学精研不倦，涉猎很广。杨素善于写作，精于草书和隶书，很留心于占卜之学，须发美丽，有英杰的风仪。保定五年（565年），杨素受北周大冢宰宇文护引荐，以中外府记室为起家官，升任司成大夫，加大都督。天和七年（572年），周武帝亲政，杨素因为父亲坚守节操陷落于北齐，没有受到朝廷的恩命，于是上表申诉。周武帝不许，杨素再三申请。周武帝大怒，命左右把杨素斩首。杨素大声说：“我侍奉无道天子，死是应该的。”周武帝认为杨素言辞勇壮，追赠杨敷使持节、大将军、淮广复三州诸军事、三州刺史，谥号忠壮。杨素又出任车骑大将军、仪同三司，渐渐受到周武帝的礼遇。周武帝命令杨素写诏书，杨素下笔立刻就完成了，文词义理都很优美。周武帝赞赏杨素，看着杨素说：“好自勤勉，别担忧不会富贵。”杨素应声回答说：“我只担心富贵来逼近我，我无心求取富贵。”
北周建德六年（577年）時平北齊，封成安縣公。在滅陳朝之戰中，作戰長江中游，以功領荊州（今湖北江陵）總管，進爵郢國公（後改越國公）。开皇九年（589年）六月入朝納言，后转內史令。开皇十年（590年）十一月，隋文帝命杨素率军前往江南镇压汪文进、高智慧、沈玄侩、蔡道人、沈孝彻、王国庆等豪强发动的叛乱。開皇十九年（599年），大敗西突厥；仁壽二年（602年），又率兵大敗東突厥执失思力俟斤於雲內（今山西大同）。一般相信楊素曾在楊廣奪位時參與其事。
大業元年（605年）為尚書令，與西京大興城建築總設計人宇文愷等奉詔營建東都洛陽城。次年又進位司徒，改封楚國公，因功高震主受楊广所忌，同年抑鬱病死。一說其与患病的太子杨昭一同侍宴，炀帝敬杨素毒酒，传酒人不知情将毒酒给杨昭喝下，三天后毒发，宫人才知道，杨昭也感慨自己代杨素而死都是命运，数日后卒，而杨素最终也被毒死。其子楊玄感最終反叛隋朝。

## 逸話
楊素除了具有突出的軍事才能外，在文學、書法上亦均有造詣。史書稱其「研精不倦，多所通涉。善屬文，工草隸，頗留意於風角。美鬚髯，有英傑之表」。
楊素幼時即説過「但恐富貴来逼我，我不求富貴」的話。後来富貴，結党營私，参与廢立。
陳朝樂昌公主因隋朝的攻擊，與夫婿徐德言失散。兩人各有半面銅鏡，作為信物，後樂昌公主淪入楊素家為妾，頗受寵愛，樂昌公主只好暗中命人在街上販售破銅鏡，意圖尋夫，終於找到了徐德言。楊素得知此事之後，竟然將樂昌公主放回徐家，又贈了一筆金錢給徐德言。人稱楊素有雅量，即成語「破鏡重圓」。
楊素是唐人傳奇《虯髯客傳》的登場人物。楊素愛吃的「碎金飯」也是蛋炒飯的元祖。
隋文帝时，杨素与内史令李德林同掌隋朝朝政，因为杨素助隋文帝开国立功颇多，所受封赏甚巨，杨素家里因此养有封赏姬妾颇多（据隋唐嘉话称有千人之多），一日晚李德林的儿子李百药误入杨素家中，和杨素的宠妾偷欢，被杨素当场发现，将李百药捉拿，准备斩杀惩罪，但是杨素见李百药还未满20岁，仪态外貌俊秀，杨素因此起了恻隐之心，于是对李百药说"我听说你特别会写文章，你可以作诗自辨自救，如果写得好，那么你的死罪可以免除，得到我的宽恕。"   说完杨素给李百药解开了绑缚，给他纸笔，李百药也确实立刻就写好了一首诗用来自辨清白，杨素接过诗文看了很高兴很赞赏，完了还赐给了李百药自己的姬妾，还给了几十万的赏钱。

## 圖集

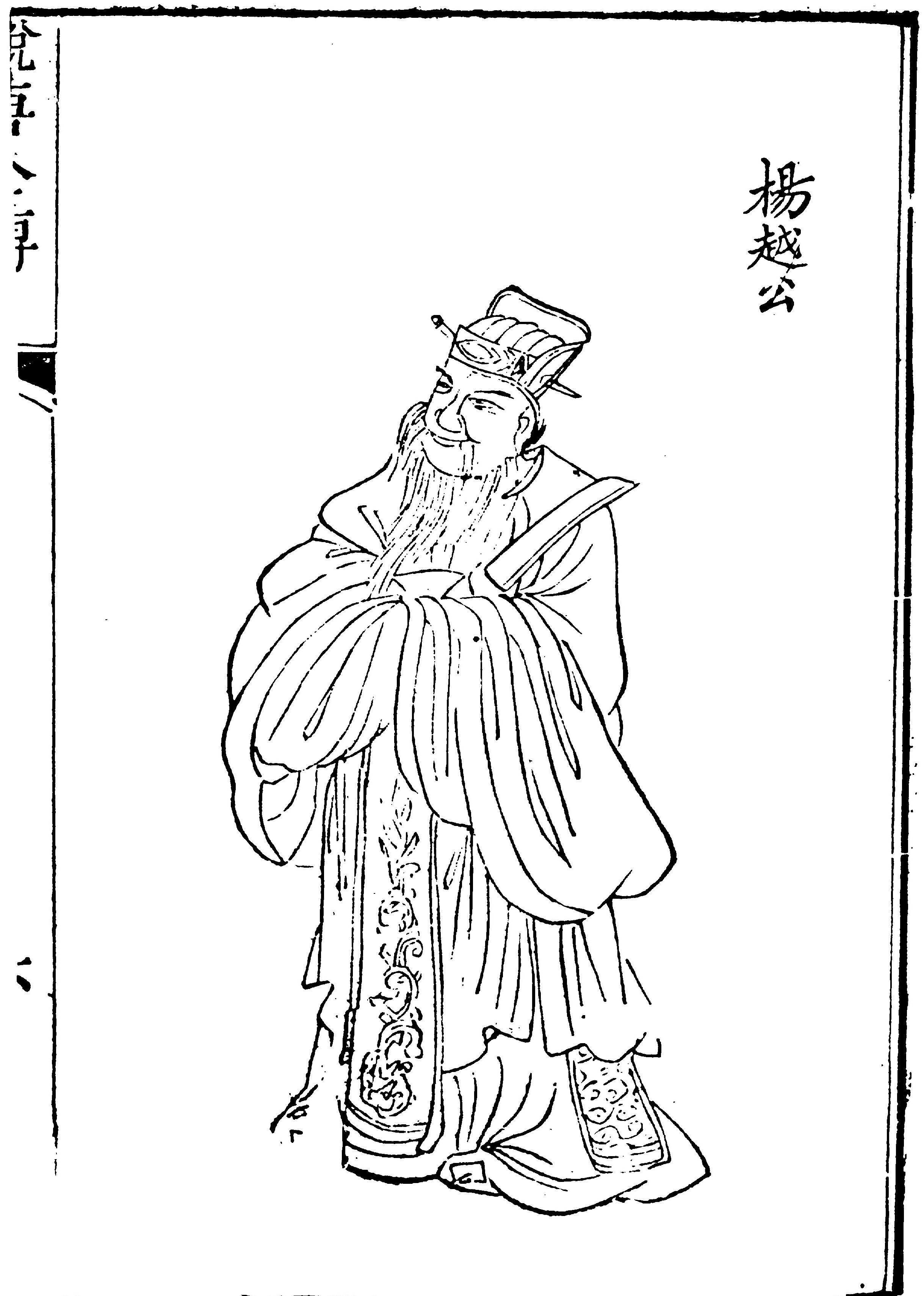
《說唐演義全傳》，楊越公
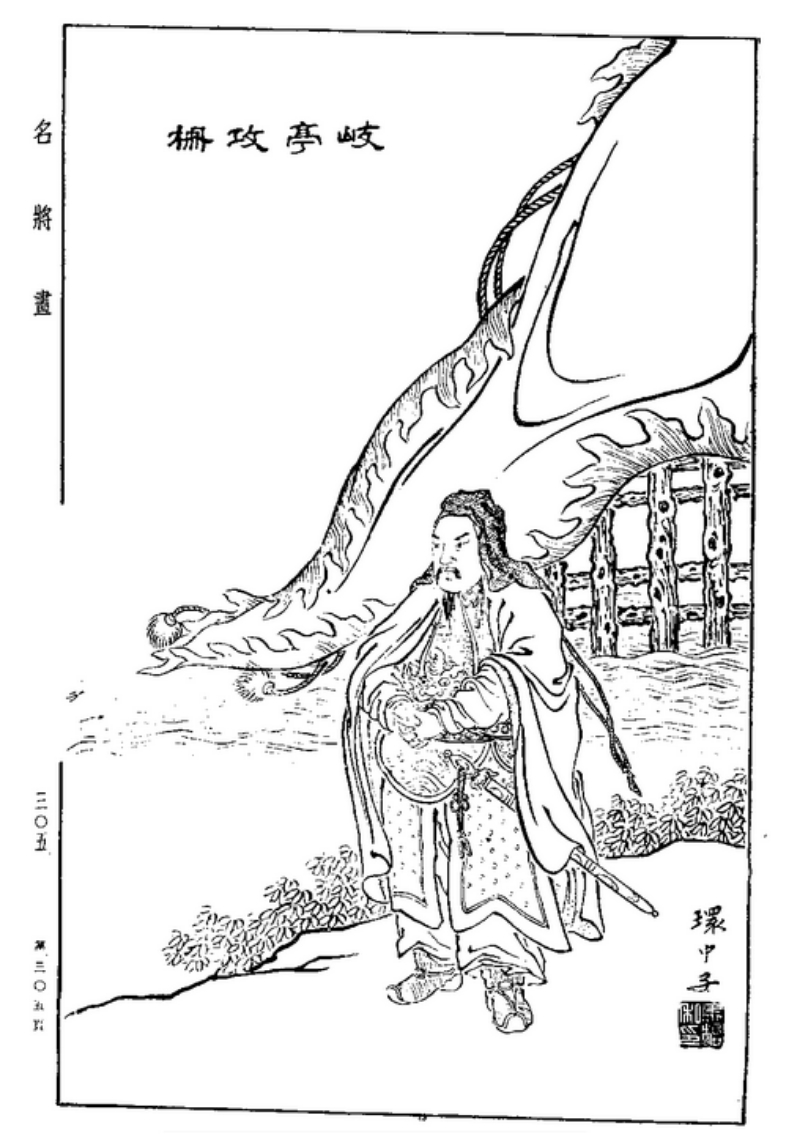
楊素岐亭攻柵

## 家庭

### 十世祖
- 杨瑶（可能为杨珧[9]），西晋侍中、仪同三司、尚书令[1]。杨珧生散骑侍郎、谏议大夫杨彰；杨彰生中山相杨结；杨结生治书侍御史杨继；杨继生乐安王府从事中郎、京兆太守、库部录曹、都官给事、洛州刺史，追赠弘农简公杨晖[10]；杨晖生杨恩[9]。

### 高祖
- 杨恩，北魏河间国内史[1]

### 曾祖
- 杨钧，北魏侍中、七兵尚书、北道大行□□□刺史、司空、临贞文恭公[1]

### 祖父
- 杨暄，北魏度支尚书、华州刺史、临贞忠公[1]

### 父亲
- 杨旉，北周中书□□□卿、开府仪同三司、汾州刺史、大将军、淮鲁复三州刺史、临贞忠壮公[1]

### 兄弟姐妹
- 杨约，隋朝金紫光禄大夫、淅阳郡太守、修武县公
- 杨操，北周右胥附上士
- 杨戾，北周华州主簿
- 杨慎，隋朝义安侯
- 杨岳，隋朝万年县县令、苍山县公
- 杨氏，嫁隋朝上大将军、迁州刺史、武喜县公独孤陀

### 夫人
- 郑祁耶，北魏开府仪同三司、司农卿郑道颖孙女，开府仪同三司、沔龙莒三州刺史郑□之女

### 子女
- 長子楊玄感，洛陽起兵失敗死。
- 二子楊玄縱，洛陽起兵失敗後被斬首
- 三子楊玄挺，洛陽起兵失敗戰死
- 楊玄獎，义阳郡太守、上柱国、清河郡开国公
- 楊万石，洛陽起兵失敗後被斬首
- 楊仁行，洛陽起兵失敗後被斬首
- 楊積善，洛陽起兵失敗後自殺未遂，後被車裂而死。
- 杨氏，后为唐高祖杨嫔，生江王李元祥[11]
- 杨氏，嫁唐朝通事舍人、赠朝散大夫崔民令[12]

## 墓志铭
杨素夫妇墓志铭1959年出土于陕西省潼关吴村乡亢家寨村。志石现存该县文物管理委员会。

大隋纳言上柱国光禄大夫司徒公尚书令太子太师太尉公楚景武公墓志铭并序 

朝请大夫、内史侍郎虞（世基撰）

公讳素，字处道，弘农华阴人也。其先出自有周，盖唐叔虞之苗裔。若夫积德为基，擢本枝于梦梓；建亲作屏，蔚远叶于〇〇。〇以岳灵降祉，标削成而起秀；地势流谦，注长河而不竭。故能侯服之贵，西汉茂其畴庸；衮职之华，东都美其仍世。自〇〇〇来，名德相踵，为天下盛族。十世祖瑶，晋侍中、仪同三司、尚书令。高祖恩，河间内史。曾祖钧，历侍中、七兵尚书、北道大行台、华州刺史、司空、临贞文恭公。祖暄，度支尚书、华州刺史、临贞忠公。并以勋德弈世，位望优崇，冠冕式瞻，人伦准的。父旉，中书〇〇〇卿、开府仪同三司、汾州刺史、大将军、淮鲁复三州刺史、临贞忠壮公。宇量凝邈，志略沉远，身捐士重，节亮时艰。垂令德于〇〇，奋英风于百代。公禀景宿之纯曜，含俊德而挺生，神机秀发，灵府夷畅。万籁俱动，未足挠其风飙；百川同会，莫或知其〇〇。〇性为道，因心则孝。信义立于言表，器业隆于行余。五典三坟、六艺百家之说；玉笥金简、石室名山之奥，莫不详览，宗致〇〇〇流。至如渭渚剖竹，汜桥授略，问兵符于玄女，得剑术于白猿，斯故宛然在目，若指诸掌。既而响含清越，誉重连城，礼贲〇〇，〇深宪右。周保定五年，起家为中外府记室，迁司成大夫。公渐翼云初，已致怀于寥廓；揽辔伊始，便有志于澄清。及周武帝〇〇西邻，将定东夏，齐王礼崇先路，任重元戎，眷求明德，光膺上佐，请公为行军府长史。公爰参旗鼓之节，立乎矢石之间。〇〇〇阵，战在先胜，以功进位上开府，封安成公，出为东楚州总管。任隆疆场，寄重威权。公深谋进取，志存开斥，先屠海陵之〇，〇〇淮南之地。大象二年，袭封临贞公。及皇隋基命，天步犹艰，道属经纶，时惟草昧。奸臣叛换，外侮于漳滨；宗国干纪，内〇〇〇邑。士无裹粮之志，朝贻旰食之忧。公奋其义勇，率先占募，陵峻雉其若夷，眄高墉而俯拾。虽则舞梯之攻燕堞，拔帜而〇〇〇语以奇兵，未足尚也。乃授公大将军，寻为徐州总管。未几，以虎牢之功，进位上柱国，封清河郡公，邑三千户，旧封听回〇〇〇。自禋类改物，彝伦载叙，秉宪绳违，允归民誉，乃授公御史大夫。巴巫冲要，邻控边境，时方谋南伐，皇情西顾，诏公为信州总管。良图秘计，朝进夕闻。既而王师大举，分麾授律。皇帝昔以神猷临邸，亲御戌轩；秦孝王亦以懿戚扞城，爰禀〇〇。〇征之重，非才莫居；亲贤并用，于是乎在。开皇八年，同降纶綍，俱为元帅。于是水龙长骛，苍兕泛浮，舳舻既指，漼然奔溃。〇〇〇预之谋，朝论归美；王浚之捷，功亦居多。江表初定，良资抚纳，乃授公荆州总管。以平陈之功，封郢国公，邑三千户，食长寿县一千户，别授一子仪同三司，旧封即以回授。如带如砺，允答殊勋；拜前拜后，赏优恒数。寻改封越国公，荆州总管如故。俄〇〇〇纳言。虽复八舍掌壶，献替斯在，六玺挥翰，枢机是属，乃授公内史令。龙章凤姿，翔集兼美，珥珰鸣玉，左右攸宜。吴越遐〇，〇〇未洽，弯弓挺剑，蚁结蜂飞。怀柔服叛，非公莫可，乃授大使，安集江南，仍为行军元帅。公高旆扬参，远逾丹儌，楼船举颿，〇〇〇波，谷静山空，氛消雾彻。东南底定，帝有嘉焉，授一子上开府仪同三司。寻以公为尚书右仆射，参贰宰司，宪章惟穆，弘〇〇〇，绩誉斯隆，声振幽遐，势倾朝野。又授仁寿宫大监。至于径轮表絷之度，瞻皇揆景之宜，莫不裁之秘思，殆侔神造。十九年，授灵州道行军总管，委以边略。突厥达头可汗驱其引弓之众，奉其鸣镝之旅，逾亭越障，亘野弥原。公亲勒轻锐，分命骁勇，〇〇〇击，前后芟夷，转斗千里，斩馘万计。自卫、霍以来，未有若斯之功也。复授一子开府仪同三司。虽沙漠之南，咸知款附；而〇〇〇北，尚有游魂。今上以睿德居蕃，董摄戎重，轻赍绝漠，寔伫帷算，授公元帅府长史、灵州道行军总管。公资禀神规，〇〇〇策，威加绝党，声詟虏庭。俄迁尚书左仆射。显膺名器，寔允佥属，作副端揆，弘赞朝猷。时突厥启民可汗为本国所败，只〇〇〇寄命而已。 高祖诏复启民，仍委公树立，乃收其部落，还成君长，因频总元帅，以影响焉。会启民可汗复为凶徒所逼，〇〇〇赴蹑，杀获巨多，旋定。启民反其侵掠，于是服者怀德，叛者畏威，此一役也，边尘遂息。虽周室之长驱猃狁，汉朝之远纳〇〇，〇我勋庸，曾何仿佛。乃授公世子玄感柱国，以旌武功。献后升遐，陵茔式建，公包括群艺，洞晓阴阳，历相川原，占察坟〇，〇〇所感，实合神秘，龟谋袭吉，宅兆以安。下诏褒称，特加旌赏，别封义康郡公，邑一万户，子孙承袭，贻之长世。及晋阳祸〇，〇〇〇邑，〇其渊薮，图逞奸回。公受脤遄迈，投袂致讨，势疾惊飈，威逾奔电。春冰之照彤日，方斯非拟；秋箨之卷冲风，逾〇〇〇。〇〇克举，茂赏斯隆，回授推恩，光枝润叶。岂止萧何陈力，宠遍宗门；卫青立功，荣加襁褓。顷之，迁尚书令、太子太师、营东〇〇〇。/ 寻授司徒公，改封楚公，加食邑五百户，通前为一千五百户。总司百揆，弼和五教。春方居师表之尊，东都率子来之美。〇〇〇〇玉宇，光升典册，车服崇显，师尹俱瞻。公秉德居谦，贵而能降，竭诚尽节，慎终如始。方当翼宣景化，克享大年，而岳〇〇〇，〇光掩曜，大业二年七月癸丑朔廿三日乙亥，遘疾薨于豫州飞山里第，春秋六十三。粤以大业三年八月丁丑朔八日甲申，迁窆于华阴东原通零里。惟公雅度宏达，渊猷经远。神华体俊，鉴照不疲；理赡词敏，枢机无滞。奉上以诚，当朝正色。出〇〇〇,〇赞机衡，知无不为，义存体国，谅而能固，守以直道。至于损益时政，献替谋猷。故乃削其封奏之草，不言温室之树。〇〇〇〇，〇莫能知。加以才艺兼通，学无不览，是以五礼六乐之文，阴阳纬候之说，兰台秘奥，东观校雠。司天司地，〇〇〇〇〇〇〇〇〇卜，委以裁综，垂之不刊，代邸初开，承华式建。公夙荷天眷，亟经游处，及运膺下武，重建殊勋，尊（缺十二字）为社稷之良臣。人之云亡，莫不流涕，故乃悼兴当扆，痛甚趋车。诏赠光禄大夫、太尉公、（缺十四字）车，班剑卌人，前后部羽葆鼓吹，大鸿胪监护丧事。谥曰景武公，礼也。虽则（缺二十七字）乃为铭曰： 

辰象纬天，山岳镇地。六阶允叶，（下缺）

## 延伸阅读
[在维基数据编辑]
 《隋書·卷48》，出自魏徵《隋书》
 《北史·卷041》，出自李延壽《北史》
 在维基共享资源阅览影像